# ShondaLand
ShondaLand (полное наименование — ShondaLand Production Company) — американская телевизионная производственная компания, созданная сценаристом и продюсером Шондой Раймс. Она создала ShondaLand в 2005 году, вместе с запуском своего первого и самого длительного сериала, медицинской драмы «Анатомия страсти» для ABC. Затем она создала его спин-офф «Частная практика» (2007—2013) и спродюсировала недолго просуществовавшую драму «Без координат» (2011).
В 2012 году ShondaLand запустил политический триллер «Скандал», новаторский проект, который открыл возможности играть главные роли темнокожим женщинам на телевидении. Осенью 2014 года к нему присоединился юридический триллер «Как избежать наказания за убийство» с Виолой Дэвис, а в 2016 году — «Улов».
С 2014 года сериалы ShondaLand полностью занимают прайм-тайм четверга на ABC, самого важного дня для рекламодателей, и выходят под лозунгом «Thank God It’s Thursday» (#TGIT!). Бренд в итоге стал считаться преемником некогда используемого NBC «Must See TV».
Начиная с момента основания, ShondaLand имеет партнерскую сделку с ABC Studios, благодаря чему все их новые сценарии первоначально направляются к ABC, а в случае их отказа в покупке, продаются другим сетям. В 2014 году Раймс продлила общую сделку ShondaLand с ABC Studios до мая 2018 года.

## Продукция
- Анатомия страсти (с 2005)
- Частная практика (2007—2013)
- Внутри коробки (пилот, 2009)
- Без координат (2011)
- Скандал (2012—2018)
- Позолоченные Лили (пилот, 2012)
- Как избежать наказания за убийство (2014—2020)
- Улов (2016—2017)
- Всё ещё связанные (2017)
- Тост (пилот, 2016)
- Для людей (2018—2019)
- Пожарная часть 19 (с 2018)
- Бриджертоны (с 2020)
- Изобретая Анну (2022)
- Королева Шарлотта: История Бриджертонов (2023)
- Резиденция (2025)